# Canadair CL-44
Il Canadair CL-44 era un quadrimotore turboelica da trasporto ad ala bassa prodotto dall'azienda canadese Canadair negli anni sessanta.
Sviluppo cargo del britannico Bristol Britannia da trasporto passeggeri, il modello venne utilizzato sia dall'aviazione militare, nella canadese Royal Canadian Air Force come aereo da trasporto tattico ed identificato come CC-106 Yukon, che in quella civile da numerose compagnie aeree mondiali.

## Storia del progetto
La concezione progettuale del CL-44 è strettamente legata a quella del pattugliatore marittimo CL-28 Argus, derivato dal Bristol Britannia scelto dalla RCAF per sostituire i propri Avro Lancaster. Infatti proprio in quello stesso periodo la RCAF era alla ricerca di un aereo da trasporto che potesse essere un valido sostituto dei DC-4M North Star all'epoca in servizio. Fu quindi pressoché naturale che la Canadair offrisse la realizzazione di un aereo da trasporto partendo, anche questa volta, dalla cellula del Britannia.

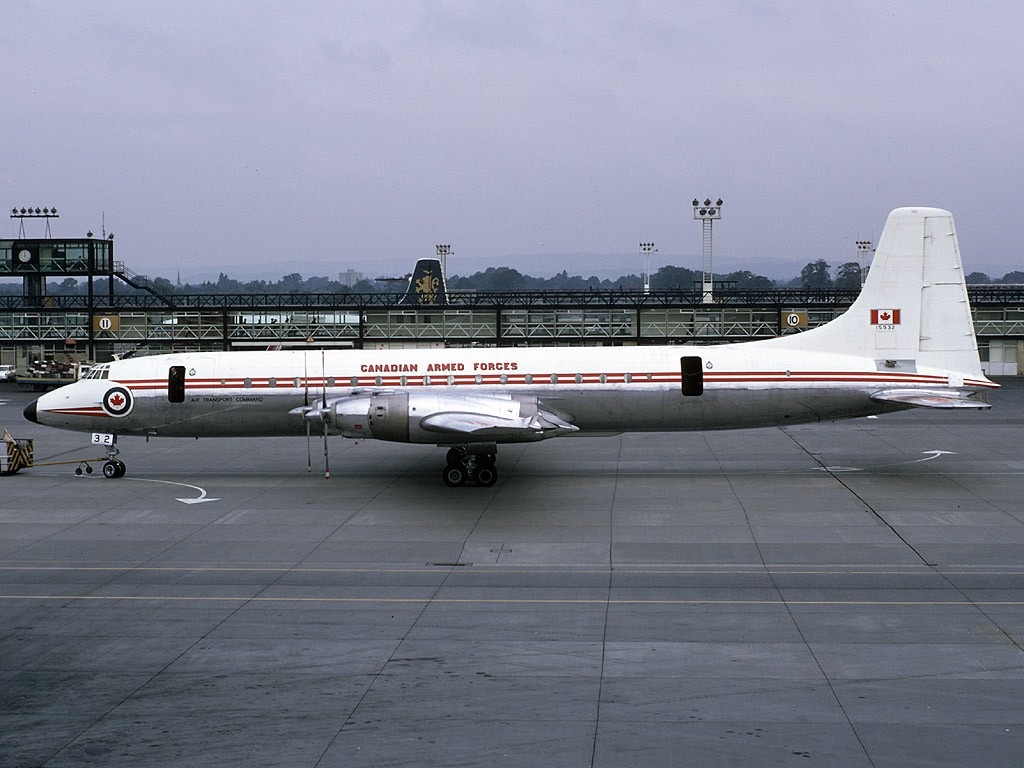
Un CC-106 Yukon con le insegne della RCAF in un'immagine presa all'aeroporto di Gatwick nell'agosto del 1969.

L'aereo riproponeva sostanzialmente le ali e l'impennaggio del Britannia mentre presentava fusoliera allungata (di 3,78 m) ed i necessari irrobustimenti strutturali alla luce del maggior peso massimo al decollo previsto; era prevista la realizzazione di una variante solo cargo, con portellone di carico in coda.
La Canadair offrì tre diverse soluzioni per la motorizzazione del CL-44, in tutti i casi motori turboelica: i Bristol Orion, i Pratt & Whitney T34 ed i Rolls-Royce Tyne. Nella primavera del 1957 la RCAF stipulò un contratto per la fornitura di otto CL-44, scegliendo i motori Brisol Orion; l'anno successivo, dopo la realizzazione del primo esemplare ed a causa dell'abbandono del progetto del motore Orion, la scelta fu ripensata e l'ordine orientato verso i motori Rolls-Royce Tyne.
Il prototipo del CL-44 volò per la prima volta il 15 novembre del 1959 e complessivamente la RCAF ricevette dodici velivoli della versione denominata CL-44-6, consegnati nei primi anni sessanta, nove nella versione cargo (assegnati al 437th Squadron) e tre in configurazione per il trasporto passeggeri (destinati al 412th Squadron).

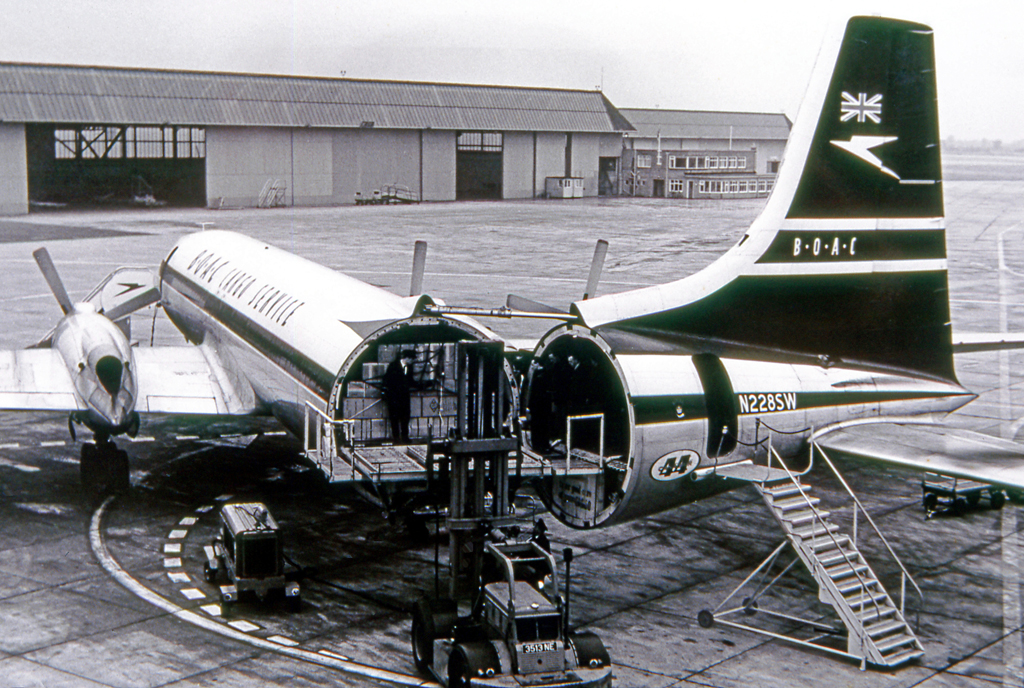
Un CL-44D4 durante la fase di carico, con il tronco posteriore in posizione aperta.

Valutando poco efficiente la soluzione dei portelloni laterali, la Canadair sviluppò una nuova versione del CL-44: denominata CL-44D4, prevedeva che le operazioni di carico e scarico fossero effettuate tramite la completa apertura e la rotazione del tronco di coda (impennaggio compreso); la manovra era comandata idraulicamente e veniva completata in novanta secondi consentendo di accedere direttamente alla sezione di fusoliera destinata allo stivaggio del carico, lunga 30 metri. Il primo esemplare di questa variante fu portato in volo per la prima volta il 16 novembre 1960 e raccolse numerosi consensi tra le principali compagnie dedicate al trasporto aereo. Anche la United States Air Force si interessò al velivolo tramite il Military Air Transport Service (MATS) che valutò di acquistare fino a 232 CL-44D4. La stipula del relativo contratto era però parte di un più complesso quadro di accordi di collaborazione tra il Canada e gli Stati Uniti d'America che trovarono l'opposizione di parte dei politici canadesi e convinsero l'USAF rivolgere la propria attenzione verso il Boeing C-135 Stratolifter. Della variante CL-44D fu sviluppata anche una versione destinata alle forze armate canadesi, che tuttavia non si dimostrarono interessate; quattro esemplari furono invece acquistati dalla compagnia islandese Loftleiðir: designati CL-44D4-8 erano in configurazione per il trasporto di passeggeri (ne potevano ospitare fino a 178) ma mantenevano il tronco di coda apribile, con movimento meccanico e non idraulico.
La Canadair lavorò ad un'ultima versione del CL-44 su richiesta della Loftleiðir: denominata CL-44J aveva fusoliera allungata (di 4,6 m) e poteva ospitare fino a 214 passeggeri. Il CL-44J volò per la prima volta l'8 novembre del 1965 e ne risultano costruiti complessivamente quattro esemplari. L'idea di una nuova versione, con ulteriore ampliamento della fusoliera, destinata a ricevere la designazione di Canadair 400 fu successivamente abbandonata.

### Sviluppi correlati

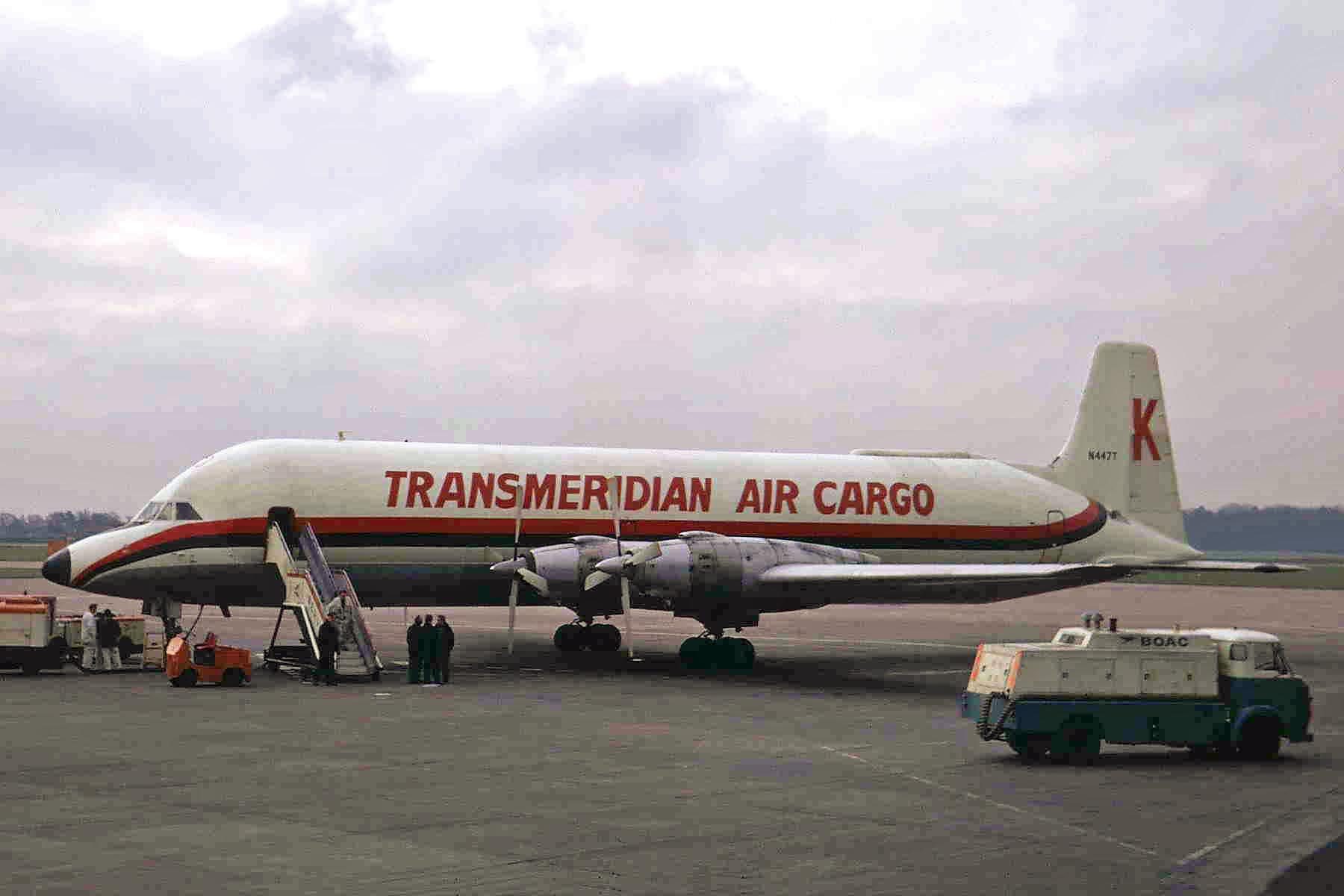
Il Conroy Skymonster con le insegne della Transmeridian Air Cargo.

Uno dei CL-44D4 acquistati dalla Flying Tiger Line fu oggetto di un considerevole intervento di modifica operato dalla compagnia stessa. Il proprietario della Flying Tiger, John Michael (Jack) Conroy aveva fondato nel 1968 la Conroy Aircraft dopo aver contribuito alla realizzazione di aerei per il trasporto di carichi eccezionali quali l'Aero Spacelines Pregnant Guppy ed il Super Guppy.
In questo caso, partendo dalla struttura del quadrimotore canadese, il risultato finale fu il Conroy Skymonster (designato anche CL-44-O): il velivolo manteneva pressoché invariata l'ala del CL-44D mentre la fusoliera era ampiamente rivista e considerevolmente ampliata nel diametro, al fine di poter trasportare carichi di dimensioni fuori dal comune. L'aereo fu utilizzato prevalentemente per trasportare dal Regno Unito agli Stati Uniti i motori Rolls-Royce RB211 destinati ai Lockheed L-1011 TriStar.

## Tecnica

### Cellula
Monoplano ad ala bassa con impennaggio di tipo classico, il Canadair CL-44 era un quadrimotore da trasporto, dalla struttura interamente metallica, sviluppato (tramite acquisto della licenza di costruzione) dal Bristol Britannia. Rispetto al velivolo originario il CL-44 si caratterizzava per l'ala identica e per la fusoliera allungata di 12 ft 5 in (3,78 m); la fusoliera manteneva (contrariamente a quanto avvenuto nel caso del CL-28 Argus) il sistema di pressurizzazione.
Nei primi velivoli costruiti il vano di carico era accessibile mediante due portelloni ricavati nel lato sinistro della fusoliera (uno dietro la cabina di pilotaggio, l'altro poco prima del cono di coda); nel corso del processo di progettazione però i progettisti della Canadair svilupparono un'idea che, per i tempi, si rivelò rivoluzionaria: il tronco posteriore della fusoliera fu incernierato sul lato destro permettendogli di ruotare interamente (impennaggio compreso) per consentire l'accesso diretto al piano di carico.
L'ala era dritta, con andamento rastremato verso le estremità; il carrello d'atterraggio era del tipo triciclo anteriore, retraibile; le gambe dei carrelli erano tutte dotate di doppia ruota. L'unità anteriore si ritraeva al di sotto della fusoliera, le gambe posteriori trovavano alloggiamento all'interno delle gondole dei due motori più vicini alla fusoliera.

### Motore
Per quanto il progetto dello Yukon fosse stato concepito per l'impiego dei motori Bristol Orion, dopo l'abbandono del loro progetto la Canadair e la RCAF optarono per l'installazione dei motori Rolls-Royce Tyne: si trattava di unità turboelica in grado di sviluppare, nella versione originaria "Tyne 12", la potenza di 5 300 hp (3 952 kW) (misura calcolata all'albero dell'elica).

## Impiego operativo

### Militare

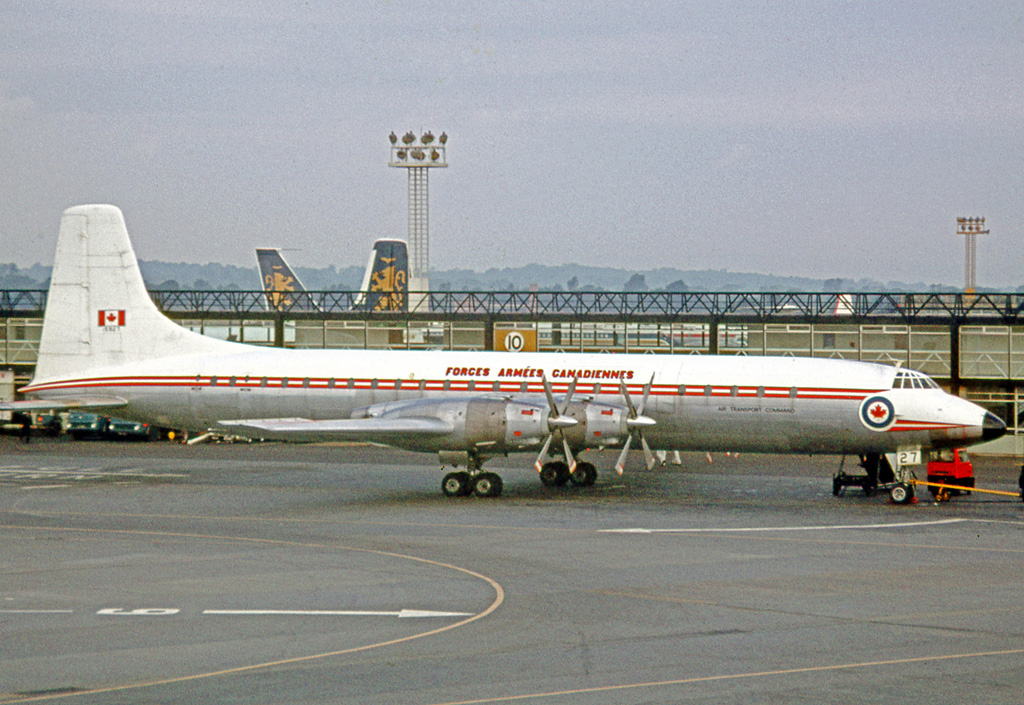
Il Canadair CC-106 (CL-44) Yukon 15927 della Canadian Air Force.

La RCAF fu l'unico operatore militare ad impiegare i CL-44; l'aereo era destinato prevalentemente a fornire supporto logistico nel trasporto di personale e materiale nei confronti dei reparti canadesi schierati sul territorio europeo.
In seno alla forza armata gli aerei ricevettero ufficialmente la denominazione CC-106 Yukon ed erano configurati per il trasporto di materiali o di persone; in questa seconda funzione potevano ospitare fino a 134 passeggeri (con equipaggio composto da nove aviatori) mentre in occasione di eventuali evacuazioni di feriti il numero dei trasportati scendeva a 80 pazienti (mentre il personale di bordo saliva fino a undici elementi).
L'uscita dalle officine del primo CL-44 si rivelò un vero disastro perché all'uscita dell'hangar ci si rese conto che l'impennaggio era troppo alto. In seguito, dopo il primo volo del 15 novembre 1959, le prove di volo misero in luce una lunga serie di problemi sia di natura elettrica che di solidità strutturale alle gondole dei motori. Queste ultime difficoltà richiesero tempi non previsti per la loro soluzione tanto che per diverso tempo, fino al 1961, gli aerei rimasero parcheggiati al di fuori degli stabilimenti della Canadair, ironicamente ribattezzati alianti Yukon.
In ogni caso le consegne iniziarono, finalmente, prima della fine di quell'anno; i dodici esemplari acquistati furono impiegati dal 437th e dal 412th Squadron a partire dai primi anni sessanta. Gli ultimi esemplari rimasti in servizio furono dismessi nel corso del 1971 (oppure nel 1973), sostituiti dai Boeing 707 (nella variante 707-320) che ricevettero la denominazione locale di CC-137.
Tutti gli aerei ancora in vita furono quindi messi in vendita sul mercato dell'aviazione commerciale ed utilizzati da diversi operatori sparsi nei cinque continenti.

### Civile
Furono quattro le compagnie aeree che acquistarono e gestirono inizialmente il CL-44D4, le statunitensi Flying Tiger Line, Seaboard World Airlines e Slick Airways, e l'islandese Loftleiðir. Tutti gli altri operatori gestirono velivoli di seconda mano.

### Incidenti
Salvo diversa indicazione i dati relativi agli incidenti sono tratti da Aviation Safety Network.
Dei 39 esemplari di CL-44 costruiti, ben 21 risultano coinvolti in incidenti avvenuti nel lasso di tempo compreso tra il 21 marzo del 1966 ed il 17 febbraio del 2002; tutti gli eventi hanno portato alla distruzione dei velivoli.
Due dei velivoli andati distrutti appartenevano alla compagnia congolese Africargo Airlines e furono coinvolti in un incendio a terra avvenuto presso un hangar dell'Aeroporto N'Djili International di Kinshasa il giorno 14 aprile 2000.
Considerevole attenzione da parte degli organi di informazione, destò l'incidente occorso il giorno 18 luglio 1981, quando un CL-44D4-6 di proprietà della compagnia argentina Transporte Aéreo Rioplatense andò distrutto a seguito di una collisione in volo con un Sukhoi Su-15 nei cieli dell'Armenia. Secondo le ricostruzioni effettuate, l'aereo era impegnato in un volo charter tra Tel Aviv e Teheran, con scalo intermedio a Larnaca. I mass media all'epoca indicarono che l'aereo stesse trasportando armi verso l'Iran nell'ambito di un intervento israeliano nella Guerra Iran-Iraq.
Il CL-44, per un errore di rotta, avrebbe sconfinato nei cieli dell'Unione Sovietica la cui aviazione avrebbe effettuato uno scramble data l'assenza di comunicazioni radio da parte dell'equipaggio. Nel corso di una manovra interpretata come tentativo di fuga da parte del pilota del Canadair, uno dei due caccia sovietici ne avrebbe urtato l'impennaggio; il risultato fu la caduta incontrollata da parte di entrambi i velivoli. Il pilota sovietico riuscì ad eiettarsi mentre i quattro occupanti del velivolo commerciale non sopravvissero all'incidente.

## Utilizzatori

### Militari
Canada
- Royal Canadian Air Force

 Canada
- Air Command

### Civili
♠ Operatori originali
 Argentina
- Transporte Aéreo Rioplatense[9]
- Aerotransportes Entre Ríos[9]

 Australia
- HeavyLift Cargo Airlines - fu uno degli operatori del CL-44 Guppy.

 Canada
- Beaver Enterprises (ex CC-106 acquistati dalla RCAF)[9]

 Colombia
- Aerocondor Colombia (acquistò un CL-44-6 nel 1974)[9]
- Aeronorte Colombia (acquistò un CL-44J nel 1984)[9]
- Líneas Aéreas Suramericanas

 Cipro
- Cyprus Airways (prese in leasing un CL-44D4-1 tra il 1978 ed il 1980)[9]

 Ecuador
- AECA Carga operò con un CL-44D-4-1
- Andes Airlines[9]

 El Salvador
- TACA International Airlines (operò con un CL-44-6 preso in leasing nel 1974)[9]

 Gabon
- SOACO[9]

 Indonesia
- Bayu Indonesian Air[9]

 Islanda
- Flugleiðir operò con un esemplare ricevuto dalla Loftleiðir
- Loftleiðir ♠[9]

 Irlanda
- Aer Turas[9]

 Libano
- Trans Mediterranean Airways (preso in leasing)[9]

 Libia
- United African Airlines[9] più tardi divenuta Jamahiriya Air Transport

 Lussemburgo
- Cargolux[9]

 Marocco

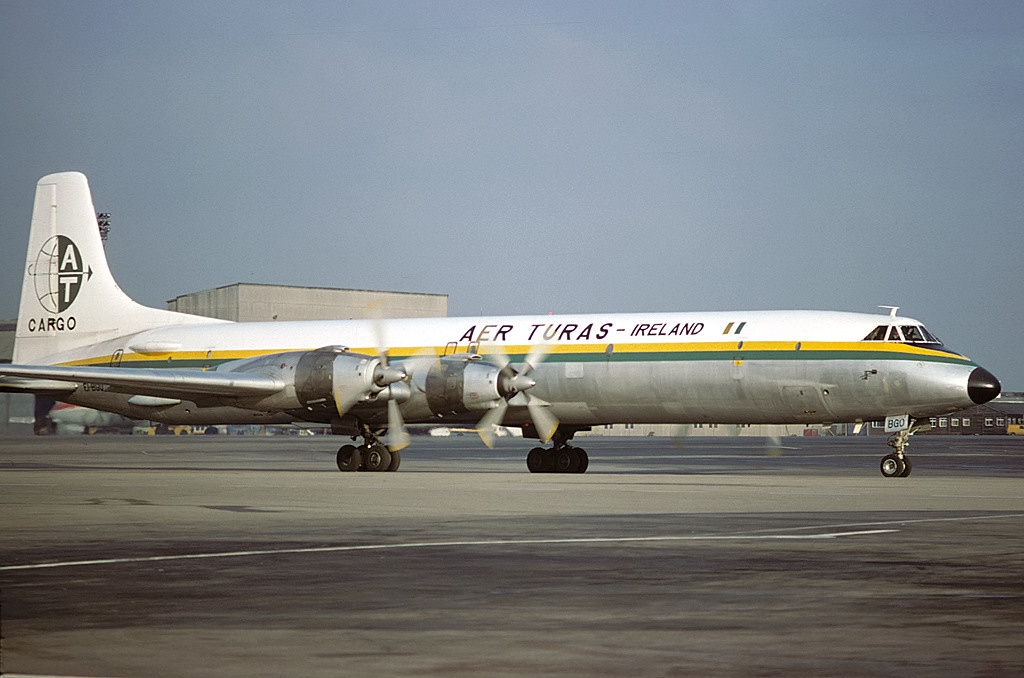
Canadair CL-44J (EI-BGO), Aer Turas

- Royal Air Maroc (un esemplare preso in leasing nel 1980)[9]

 Perù
- Aeronaves de Peru[9]

 Regno Unito
- BOAC svolse voli transatlantici con cadenza regolare (Londra-New York) con l'impiego di un velivolo preso in leasing dalla Seaboard World Airlines a partire dal 1963.[9]
- British Cargo Airlines[9]
- British Air Ferries
- Transmeridian Air Cargo utilizzò complessivamente otto CL-44, tra i quali il CL-44-O (noto anche come Conroy Skymonster o Guppy, per la forma della fusoliera).[9]

 RD del Congo
- Africargo Airlines

 Spagna
- Cargosur

 Svizzera

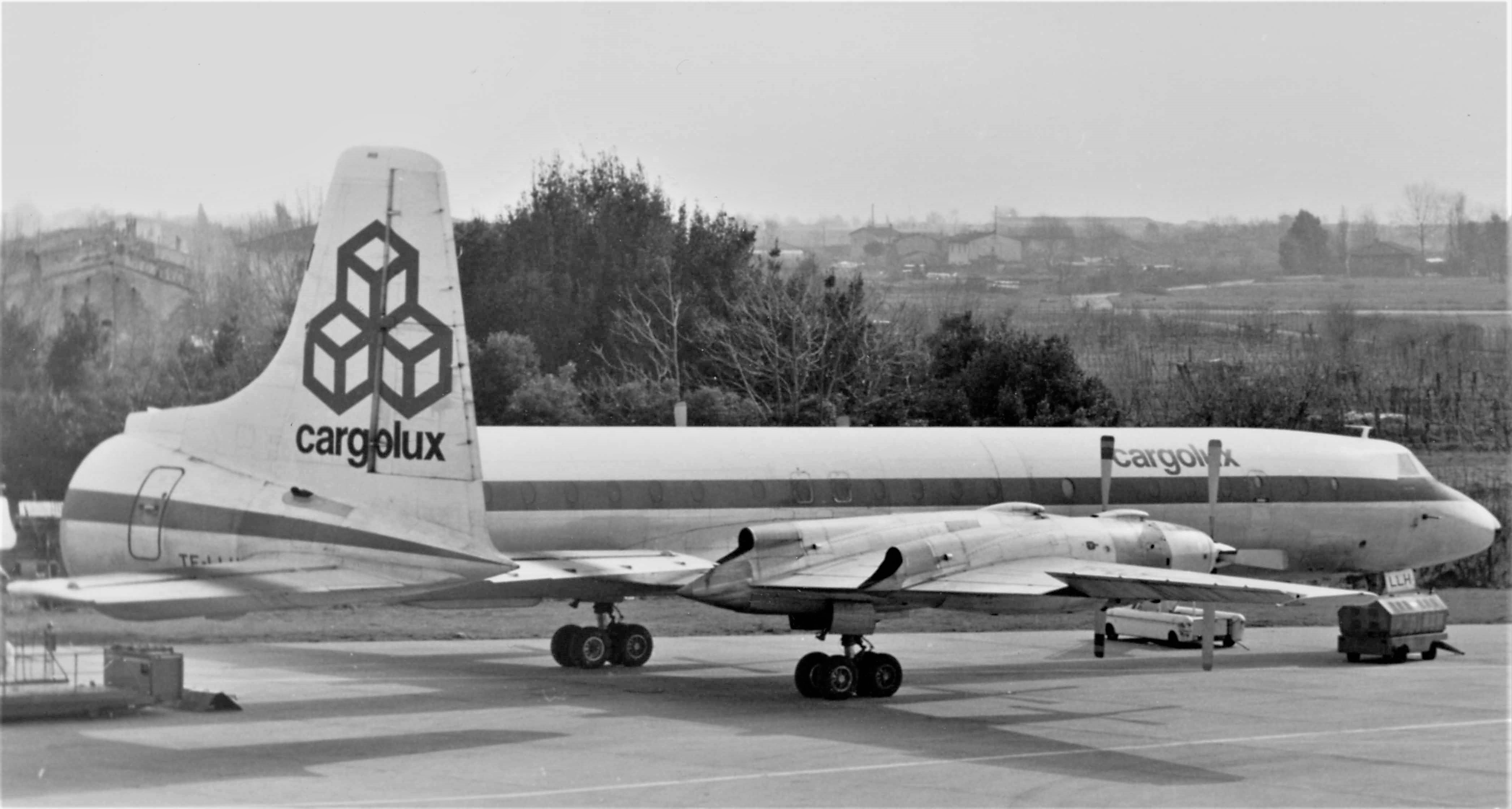
Canadair CL-44D4-1 (TF-LLH), Cargolux

- Transvalair - operò con due esemplari.[9]

 Stati Uniti
- Aeron International Airlines[9]
- Air Express International[9]
- Airlift International[9]
- The Flying Tiger Line ♠[9]
- Seaboard World Airlines ♠[9]
- Slick Airways ♠[9]
- Tradewinds Airlines
- Wrangler Aviation

 Uruguay
- Aero Uruguay[9]
- Atlantida Linea Aérea Sudamericana (ALAS)[9]

 Zaire
- Societé Générale d'Alimentation (SGA) (operò con tre CL-44-6 dal 1973)[9]
- Tramaco[9]
- Vic Air Cargo in seguito divenuta Virunga Air Cargo[9]

### Annotazioni
1. ↑  Variante prodotta su licenza del Douglas DC-4.

### Fonti
1. 1 2  Flight International, 11 dicembre 1958, pp. 914-16.
2. ↑  Canadian Military Aircraft Designations, in "designation-systems.net".
3. 1 2 3 4 5 6 7 8 9 10 11 12 13  Canadair CL-44 / CC-106 - Yukon, in "globalsecurity.org".
4. ↑  Flight International, 17 agosto 1967, p. 262.
5. ↑  Enciclopedia L'Aviazione, 1983, p. 235.
6. 1 2 3 4 5 6 7  Peter van Leeuwen-Casell, in "cl44.com", "The History".
7. 1 2  Canadair CL-44-6 CC-106 Yukon, in "1000aircraftphotos.com".
8. ↑  Jackson, 2007, p. 119.
9. 1 2 3 4 5 6 7 8 9 10 11 12 13 14 15 16 17 18 19 20 21 22 23 24 25 26 27 28 29 30 31 32 33  Eastwood e Roach 1990, pp. 79-81.
10. ↑  Canadair CL-44/CC-106, in "aviation-safety.net".
11. ↑  Robison, 2016, p. 114.

### Pubblicazioni
- (EN) Canadair CL-44, in Flight International, Sutton, Surrey - UK, Reed Business Information Ltd., 11 dicembre 1958,  pp. 914-16. URL consultato il 6 dicembre 2018.
- (EN) Argentinian aircraft hits Soviet fighter, in Flight International, Sutton, Surrey - UK, Reed Business Information Ltd., 1º agosto 1981,  p. 303. URL consultato il 6 dicembre 2018.
- (EN) Cancelled projects: the list up-dated, in Flight International, Sutton, Surrey - UK, Reed Business Information Ltd., 17 agosto 1967,  p. 262. URL consultato l'8 dicembre 2018.